# Metelių, Dusios ir Obelijos ežerai
Metelių, Dusios ir Obelijos ežerai este o arie protejată (arie de protecție specială avifaunistică — SPA) din Lituania întinsă pe o suprafață de 4.479,5 ha, integral pe uscat.

## Localizare
Centrul sitului Metelių, Dusios ir Obelijos ežerai este situat la coordonatele 54°17′58″N 23°46′15″E / 54.2994°N 23.7708°E.

## Înființare
Situl Metelių, Dusios ir Obelijos ežerai a fost declarat arie de protecție specială avifaunistică în aprilie 2004 pentru a proteja 13 specii de animale.

## Biodiversitate
Situată în ecoregiunea boreală, aria protejată nu include niciun habitat protejat.
La baza desemnării sitului se află mai multe specii protejate de  păsări (13): rață roșie (Aythya nyroca), buhai de baltă (Botaurus stellaris), chirighiță neagră (Chlidonias niger), erete de stuf (Circus aeruginosus), erete cenușiu (Circus pygargus), cristeiul de câmp (Crex crex), cocor (Grus grus), codalb (Haliaeetus albicilla), sfrâncioc roșiatic (Lanius collurio), gușă albastră (Luscinia svecica), cresteț cenușiu (Porzana parva), cresteț pestriț (Porzana porzana), chiră de baltă (Sterna hirundo).